# تورتیغه
تورتیغه یا ترابکولا (انگلیسی: Trabecula) ساختاری است تارمانند از بافت همبندی که تکیه‌گاه یا نگهدارندهٔ بافت‌های دیگر است. تبدیل شدن یک بافت هم‌بند تمایزنیافته به تورتیغه، تورتیغه‌ای شدن (trabeculation, trabecularism) نامیده می‌شود. به هر بافتی که ساختاری متشکل از تارها و تیغه‌های شعاعی و ازهم‌گذرنده داشته باشد، تورتیغه‌شده (trabeculate) می‌گویند.
تفاوت ترابکولا با سپتوم
در مقطع بافت شناسی, يک ترابكول می تواند شبيه سپتوم باشد ولی در نمای سه بعدی, آنها از لحاظ  توپوگرافیکال متمایز هستند به این صورت که ترابکول تقریبا میله ای شکل یا ستون شکل بوده در حالیکه سپتا ورقه ای شکل هستند.  ترابکول ها از کپسول عقده لنفی به صورت سپتوم های نامنظم به داخل پارانشیم گسترش می یابند و در سرتاسر کورتکس و مدولا توزیع شده اند.

## انواع
- تورتیغه‌های استخوان: تورتیغه‌هایی که فضای داخلی حفره‌های استخوان‌ها را پر می‌کنند. کاهش چگالی استخوان معمولاً همراه با کاهش تورتیغه و نازک شدن کورتکس است.
- تورتیغه‌های طحال (trabeculae splenicae, trabeculae lienis): تورتیغه‌هایی که طحال را احاطه کرده‌اند و از آن محافظت می‌کنند.
- تورتیغه‌های جسم غاری آلت (trabeculae corporum cavernosorum penis): بافتی متشکل از دسته‌های پرشماری از تاربافه‌های ماهیچه‌ای (cords of fibromuscular) در سراسر جسم غاری آلت مردانه که پرخون شدن آن باعث نعوذ می‌شود.
- تورتیغه‌های عنکبوتیه (arachnoid trabeculae, trabeculae arachnoideae): تارهای نازک بافت همبندی که سطح داخلی عنکبوتیه (arachnoid) را به نرم‌شامه (pia mater) متصل می‌کند.
- تورتیغه‌های گره‌تنابه‌ای (trabeculae nodi lymphatici, trabeculae nodi lymphoidei): تارهایی از بافت پیوندی فشرده که با گره‌های تنابه‌ای پر شده‌است.
- تورتیغه‌های زورقی قلب (trabeculae carneae cordis, trabeculae cordis, fleshy trabeculae of heart): تارها و برجستگی‌های ماهیچه‌ای که از سطح داخلی حفره‌های قلب بیرون زده‌اند و سه نوع هستند.
- تورتیغه‌های جسم اسفنجی آلت (trabeculae corporis spongiosi penis): بافتی متشکل از دسته‌های پرشماری از تاربافه‌های ماهیچه‌ای (cords of fibromuscular) در سراسر حشفه که به آن ساختاری اسفنجی می‌دهد.

تورتیغهٔ کناردیواره‌ای (trabecula septomarginalis, moderator band): دسته‌ماهیچه‌ای در رأس بطن راست قلب.
- تورتیغه‌های جمجمه‌ای (trabeculae carnii, Rathke's trabeculae): یک جفت غضروف طولی در جمجمهٔ رویان که فضای هیپوفیزی را پر می‌کند و بعدتر به زین ترکی (sella turcica) بدل می‌شود.

## عمل‌ها
- بازسازی لیزری تورتیغه (laser trabeculoplasty): عمل جراحی ترمیمی نوعی آب‌سیاه که در آن تورتیغه‌های برداشته‌شده پس از تورتیغه‌بُری با استفاده از پرتوهای لیزر ترمیم می‌شوند.
- تورتیغه‌بُری (trabeculectomy): ایجاد حفره در تورتیغهٔ پشت حفرهٔ قدامی چشم برای کاهش فشار چشم و تسهیل نشست مایعات ایجادکنندهٔ آب‌سیاه.